# Romics
Romics è una rassegna internazionale sul fumetto, l'animazione, i videogiochi, il cinema e l'intrattenimento organizzata dalla Fiera di Roma e da Isi.Urb - I Castelli Animati. La manifestazione si tiene due volte l'anno presso la Fiera di Roma.

## La storia
Nel 2001 nasce a Roma, nel vecchio polo Fieristico, in via Cristoforo Colombo, il festival del fumetto, dell'animazione, e dei videogiochi sotto la direzione artistica di Luca Raffaelli che, dopo l'edizione del decennale, abbandona il progetto per divergenze con la produzione sull'identità culturale della manifestazione.
Dall'edizione autunnale del 2012 la direzione artistica è stata curata da Sabrina Perucca.
Dal 2013, oltre alla classica edizione autunnale di inizio ottobre, la manifestazione ha anche un'edizione primaverile, che si tiene in aprile, nel nuovo polo Fieristico romano.
Entrambe le edizioni del 2020 e quella primaverile del 2021 sono state annullate a causa della Pandemia di COVID-19.

## I Romics D'Oro

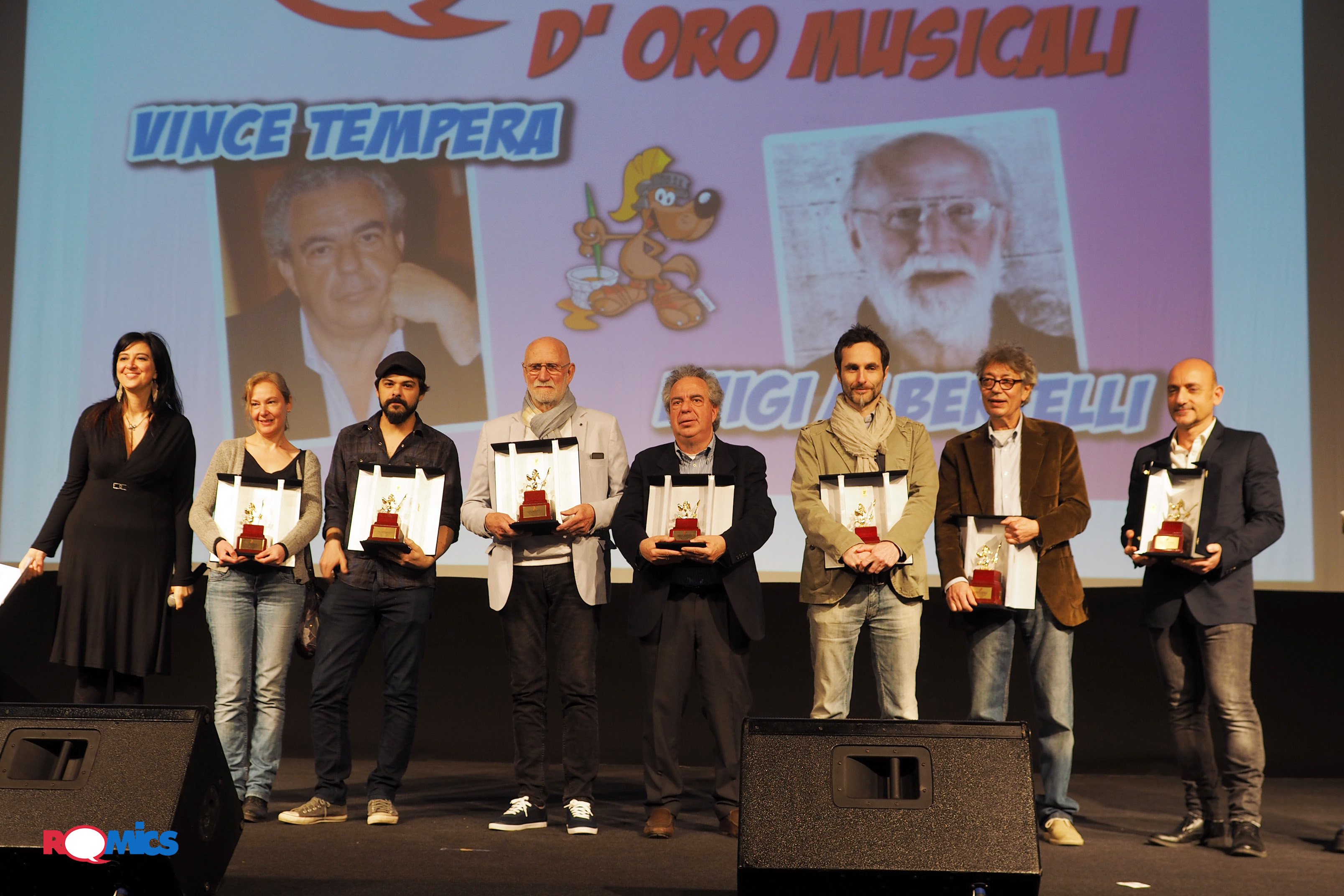
I Romics d'Oro della XVII edizione del Festival

Ogni anno sono ospiti della manifestazione famosi fumettisti che vengono premiati con il Romics D'Oro. Tra gli ospiti che hanno presenziato: Albert Uderzo (Asterix), Milo Manara, Monkey Punch, creatore del fumetto Lupin III, Yoichi Takahashi, autore di Capitan Tsubasa (Holly e Benji); Sergio Bonelli, storico editore del fumetto italiano e sceneggiatore; Giancarlo Berardi, (Ken Parker, Julia); Eddie Campbell (From Hell); Alfredo Castelli (Martin Mystère); Vittorio Giardino (No Pasaran, Jonas Fink, Max Fridman); Carlos Gomez (Dago); Francisco Solano Lopez, autore de L’Eternauta; Giovanni Ticci (Tex); Robin Wood (Dago, Merlin, Savarese); Leo Ortolani (Rat-Man); Giorgio Cavazzano (Topolino); Tsukasa Hōjō (Occhi di gatto, City Hunter); Massimo Rotundo (Tex).

## Edizioni
- I edizione (22-23-24-25 novembre 2001)[4]
- II edizione (3-4-5-6 ottobre 2002)[5]
- III edizione (2-3-4-5 ottobre 2003)
- IV edizione (7-8-9-10 ottobre 2004)[6]
- V edizione (8-9-10-11 dicembre 2005)
- VI edizione (5-6-7-8 ottobre 2006)
- VII edizione (4-5-6-7 ottobre 2007)[7]
- VIII edizione (2-3-4-5 ottobre 2008)[8]
- IX edizione (8-9-10-11 ottobre 2009)
- X edizione (30 settembre, 1-2-3 ottobre 2010)
- XI edizione (29-30 settembre, 1-2 ottobre 2011)
- XII edizione (27-28-29-30 settembre 2012)[9]
- XIII edizione (4-5-6-7 aprile 2013)[10]
- XIV edizione (3-4-5-6 ottobre 2013)[11]
- XV edizione (3-4-5-6 aprile 2014)
- XVI edizione (2-3-4-5 ottobre 2014)
- XVII edizione (9-10-11-12 aprile 2015)
- XVIII edizione (1-2-3-4 ottobre 2015)
- XIX edizione (7-8-9-10 aprile 2016)
- XX edizione (29-30 settembre, 1-2 ottobre 2016)[12]
- XXI edizione (6-7-8-9 aprile 2017)
- XXII edizione (5-6-7-8 ottobre 2017)
- XXIII edizione (5-6-7-8 aprile 2018)
- XXIV edizione (4-5-6-7 ottobre 2018)
- XXV edizione (4-5-6-7 aprile 2019)
- XXVI edizione (3-4-5-6 ottobre 2019)
- XXVII edizione (30 settembre 2021, 1-2-3 ottobre 2021)
- XXVIII edizione (7-8-9-10 aprile 2022)
- XXIX edizione (6-7-8-9 ottobre 2022)
- XXX edizione (30-31 marzo, 1-2 aprile 2023)
- XXXI edizione (5-6-7-8 ottobre 2023)
- XXXII edizione (4-5-6-7 aprile 2024)
- XXXIII edizione (3-4-5-6 ottobre 2024)
- XXXIV edizione (3-4-5-6 aprile 2025)

## Galleria d'immagini

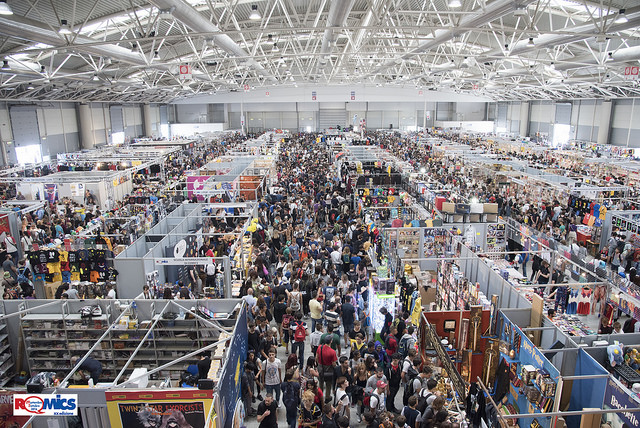
Il Pala Comics
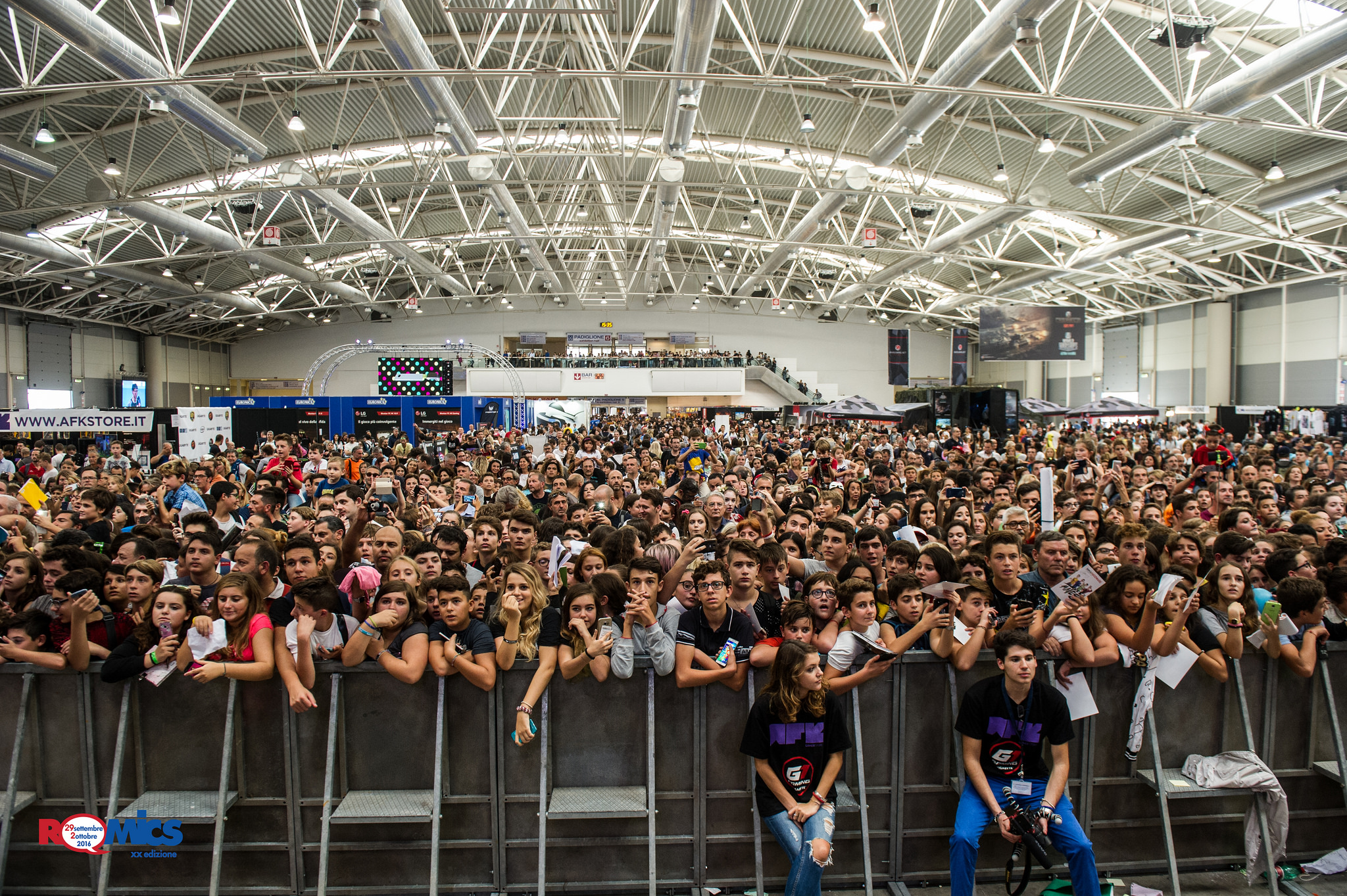
Il Pala Games di Romics
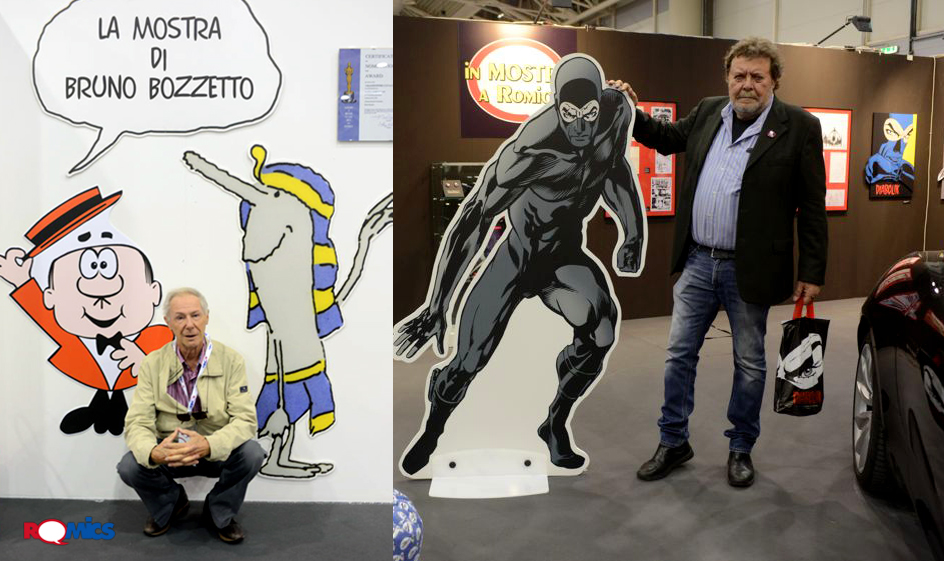
Le Grandi Mostre
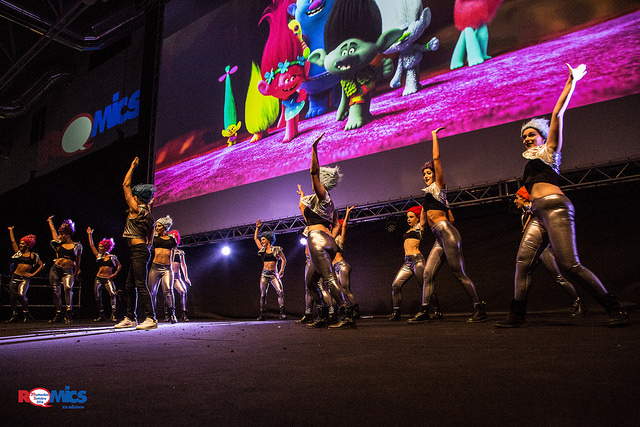
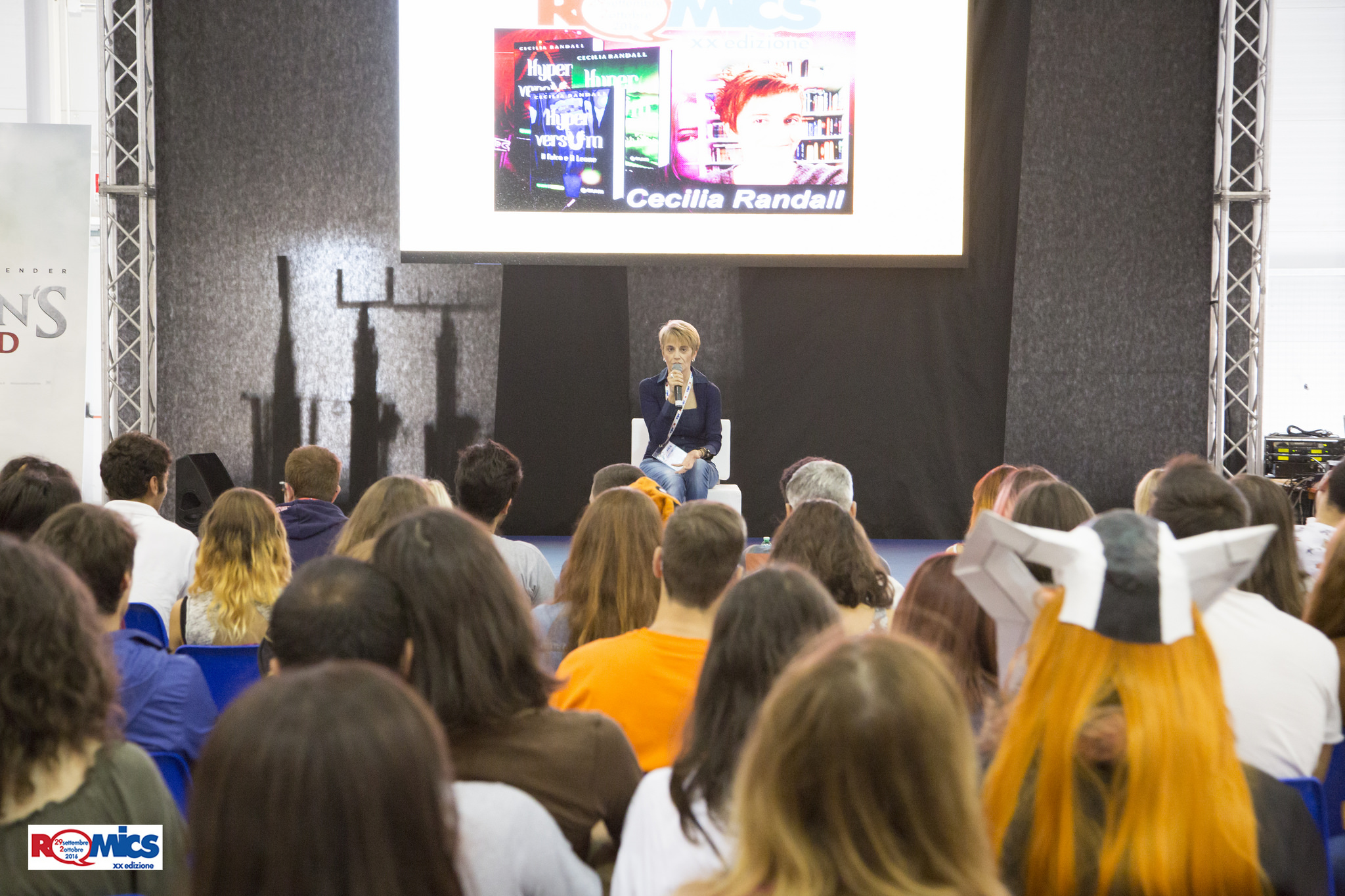
Gli incontri di Romics